# Esos locos bajitos
Esos locos bajitos fue un programa de variedades, creado por Toni Cruz y Josep Maria Mainat, producido por Gestmusic y emitido en Antena 3 en 1998 y en 2005. Este era presentado, por Bertín Osborne en la primera temporada y después por Paz Padilla en la segunda.

## Mecánica
En este programa, participaban un grupo de diez niños de entre 4 y 8 años que en cada episodio en la primera parte del programa, interrogaba un famoso en visita. A continuación, entre los jóvenes había un debate en estudio con una persona que actuaba como moderador y después se comentaban los hechos y las noticias de actualidad más importantes en aquel periodo.
Además, cada semana se planteaba un debate entre los pequeños protagonistas y se les exponía además un problema de difícil solución y finalmente el programa se complementaba con actuaciones infantiles, sobre todo canciones, a cargo de algunos de los talentos descubiertos en Menudas estrellas, concurso de parejas de baile y espectáculos de variedades con contorsionistas y humoristas.
En la segunda temporada del programa, participaban también algunos de los ex locos bajitos que estuvieron en la primera edición del programa y que en ese momento ya eran adolescentes junto a los mejores momentos de las entrevistas más entrañables a famosos que pasaron por el programa.

## Versiones internacionales
Hasta ahora, el formato de televisión enteramente creado en España ha sido exportado en dos países en el mundo. 

### Ediciones extranjeras
| País    | Nombre                          | Presentador(es)                  | Canal       | Estreno                  |
| ------- | ------------------------------- | -------------------------------- | ----------- | ------------------------ |
| Albania | 1001 pse                        | Arbana Osmani                    | Top Channel | 2011                     |
| Albania | Në kurthin e Piter Pan          | Alketa Vejsiu                    | TV Klan     | 2018-2021                |
| Italia  | Chi ha incastrato Peter Pan?    | Paolo Bonolis y Luca Laurenti    | Canale 5    | 1999-2000 2009-2010 2017 |
| Italia  | Chi ha incastrato lo Zio Gerry? | Gerry Scotti y Michelle Hunziker | Canale 5    | 2005                     |